# Comitatul Moore, Tennessee
Comitatul Moore este unul din cele 95 de comitate ale statului Tennessee. Fondat în 1871, își are reședința în orașul Lynchburg. Conform recensământului din 2010 avea o populație de 6.362 de locuitori, fiind al treilea cel mai slab-populat comitat din Tennessee.
Codul FIPS al comitatului este 47 - 127 Arhivat în 7 iunie 2011, la Wayback Machine..

## Comitate adiacente
- Coffee County (nord-est)
- Franklin County (sud-est)
- Lincoln County (sud-vest)
- Bedford County (nord-vest)